# Coreura sinerubra
Coreura sinerubra är en fjärilsart som beskrevs av William James Kaye 1919. Coreura sinerubra ingår i släktet Coreura och familjen björnspinnare. Inga underarter finns listade i Catalogue of Life.